# Johann Martin zu Stolberg

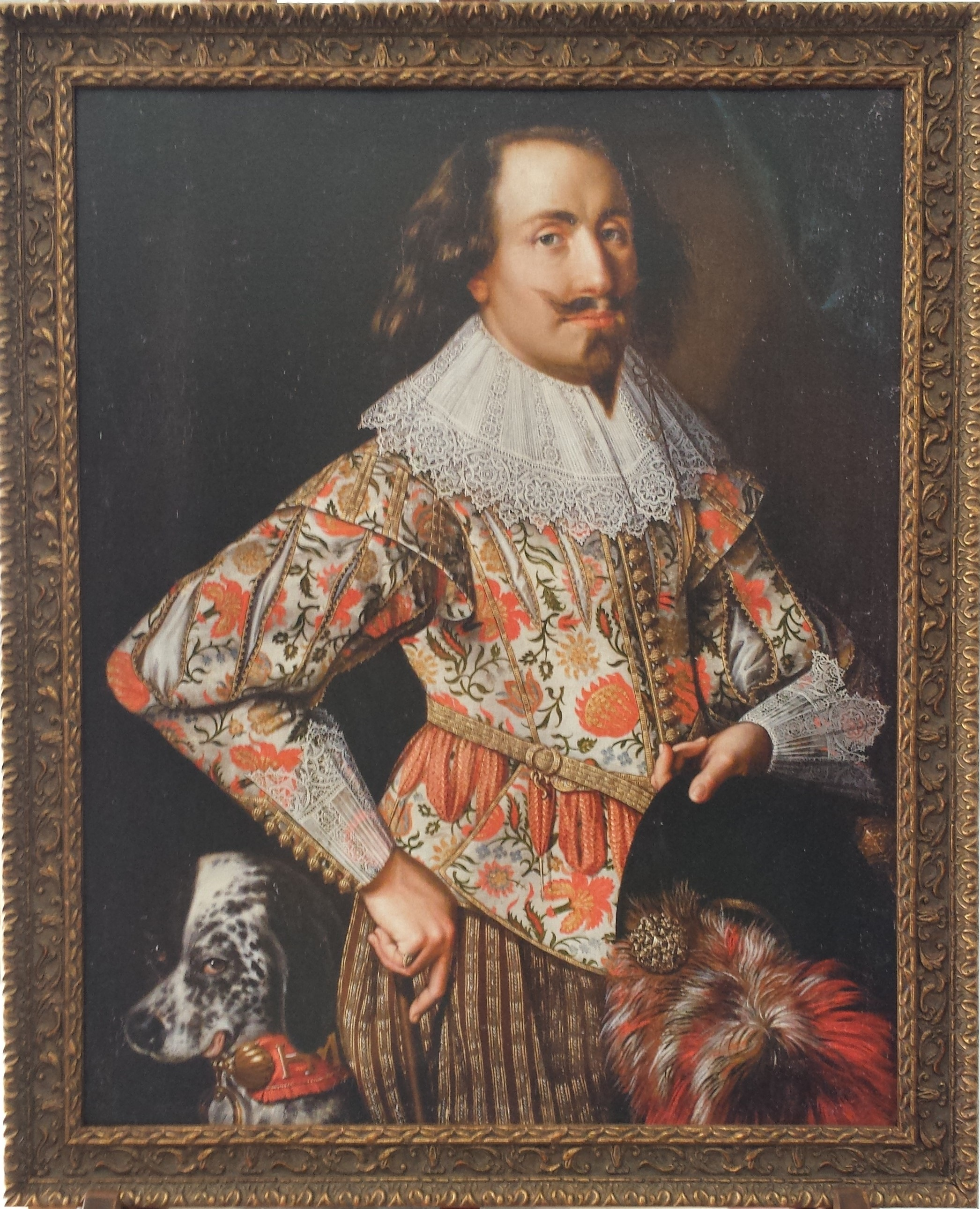
Graf Johann Martin zu Stolberg (1594–1669)

Graf Johann Martin zu Stolberg (* 4. November 1594 in Ortenberg; † 22. Mai 1669 in Stolberg) war der Stifter der jüngeren Linie des gräflichen Hauses Stolberg. Er war unter dem Namen der Bestehende Mitglied der Fruchtbringenden Gesellschaft.
Johann Martin war der zweitälteste Sohn des Grafen Christoph zu Stolberg. Seit 1639 war er gemeinsam mit seinem älteren Bruder Heinrich Ernst zu Stolberg regierender Graf über die stolbergischen Besitzungen. Am 31. Mai 1645 teilten beide den Besitz. Johann Martin erhielt die Grafschaft Stolberg mit der stolbergischen Hälfte der Ämter Kelbra und Heringen sowie das Amt Hohnstein.
Nach einem Prozess gegen den brandenburgischen General Otto Wilhelm vom Berlepsch konnte er im Juni 1650 das Pfand Roßla einlösen. Der General wollte sich aber nicht an den Spruch halten, ein Versuch des Grafen den General mit 200 Mann zu vertreiben misslang. Erst der kurfürstliche Kommissar aus Dresden, konnte den General zur Aufgabe bewegen.   
Johann Martin nahm am letzten deutschen Reichstag des alten Reiches 1654 in Regensburg persönlich teil und unterschrieb den damaligen Reichsabschied.
Er heiratete am 18. Juni 1633 Agnes Elisabeth, die Tochter des Grafen Justus von Barby, mit der er folgende Kinder hatte:
- Christoph Ludwig (* 18. Juni 1634; † 7. April 1704) ⚭ 29. Oktober 1665 Louise Christina von Hessen-Darmstadt (* 5. Januar 1636; † 11. November 1697), Tochter von Georg II. Hessen-Darmstadt (1605–1661)
- Friedrich Wilhelm zu Stolberg-Stolberg (* 7. Februar 1639; † 23. August 1684) ⚭ 1. Dezember 1674 Christine Eleonore von Friesen (* 7. September 1659; † 22. September 1696)

Aufgrund fehlender Primogeniturordnung folgten ihm beide Söhne in der Regierung nach.